# Liste der Biografien/Bonv
Liste der Biografien |
Portal Biografien |
Personensuche
# |
A |
B |
C |
D |
E |
F |
G |
H |
I |
J |
K |
L |
M |
N |
O |
P |
Q |
R |
S |
T |
U |
V |
W |
X |
Y |
Z |
?
 
Ba |
Be |
Bd |
Bg |
Bh |
Bi |
Bj |
Bl |
Bm |
Bn |
Bo |
Br |
Bs |
Bu |
Bw |
By |
Bz
 
Boa–Boc |
Bod |
Boe |
Bof |
Bog |
Boh |
Boi–Bok |
Bol |
Bom |
Bon |
Boo |
Bop |
Boq |
Bor |
Bos |
Bot |
Bou |
Bov–Boz
 
Bona |
Bonc |
Bond |
Bone |
Bonf |
Bong |
Bonh |
Boni |
Bonj |
Bonk |
Bonl |
Bonm |
Bonn |
Bono |
Bonp |
Bonq |
Bonr |
Bons |
Bont |
Bonu |
Bonv |
Bonw |
Bonx |
Bony |
Bonz
Die Liste der Biografien führt alle Personen auf, die in der deutschsprachigen Wikipedia einen Artikel haben. Dieses ist eine Teilliste mit 25 Einträgen von Personen, deren Namen mit den Buchstaben „Bonv“ beginnt.

## Bonv

### Bonva
- Bonvallet, Eduardo (1955–2015), chilenischer Fußballspieler
- Bonvalot, Gabriel (1853–1933), französischer Forschungsreisender und Autor

### Bonve
- Bonvehi, Francisco (* 1905), argentinischer Radrennfahrer
- Bonventre, Cesare (1951–1984), italo-amerikanischer Mafioso

### Bonvi
- Bonvicini, Franco (1941–1995), italienischer Comiczeichner
- Bonvicini, Martin (* 1987), deutscher Synchronsprecher und Schauspieler
- Bonvicini, Monica (* 1965), italienische Bildhauerin und Hochschullehrerin
- Bonvicino, Antonio, italienischer Holzschnitzer
- Bonvicino, Costanzo Benedetto († 1812), italienischer Chemiker
- Bonvie, Dennis (* 1973), kanadischer Eishockeyspieler und -scout
- Bonvillars, John de († 1287), Militär und Beamter in englischen Diensten
- Bonville, Cecily, 7. Baroness Harington (1460–1529), englische Adlige
- Bonvin, Christine (* 1957), Schweizer Autorin
- Bonvin, Christophe (* 1965), Schweizer Fußballspieler
- Bonvin, François (1817–1887), französischer Maler
- Bonvin, Julien (* 1999), Schweizer Hürdenläufer
- Bonvin, Laurence (* 1967), schweizerische Künstlerin, Fotografin, Filmregisseurin und Hochschullehrerin
- Bonvin, Ludwig (1850–1939), schweizerisch-amerikanischer Kirchenmusiker, Komponist, Musikwissenschaftler und Musikpädagoge
- Bonvin, Pierre (* 1950), französischer Sprinter
- Bonvin, Roger (1907–1982), Schweizer Politiker (CVP)Roger Bonvin (1907–1982)

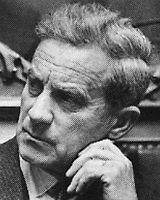
Roger Bonvin (1907–1982)

- Bonvin-Sansonnens, Sylvie (* 1971), Schweizer Politikerin
- Bonvisi, Bonviso (1551–1603), italienischer Erzbischof und Kardinal
- Bonvissuto, Giuseppe (* 2010), deutscher Schauspieler

### Bonvo
- Bonvoisin, Bérangère (* 1953), französische Schauspielerin und Theaterregisseurin
- Bonvoisin, Bernie (* 1956), französischer Rocksänger, Autor und Schauspieler